# Humberto Trucco
Humberto Trucco Franzani (Cauquenes, 22 de septiembre de 1882 - Santiago,  18 de abril de 1951) fue un abogado, juez y académico chileno, presidente de la Corte Suprema de Chile en dos períodos; 1934-1937 y 1944-1950.
Hijo de Napoleón Trucco Morando, inmigrante genovés y María Franzani Moniguetti, nacida en Suiza. Tuvo seis hermanos, entre ellos el vicepresidente de la República (1931) Manuel Trucco Franzani. En diciembre de 1911 se casó con Josefina León Baquedano en la Iglesia de Santa Ana de Santiago. El matrimonio tuvo cinco hijos.
Fue profesor de Derecho Procesal en la Facultad de Derecho de la Universidad de Chile.